# 亳州学院
亳州学院是一所位于中华人民共和国安徽省亳州市的公立普通本科院校。学校前身是创立于1909年的蒙城师资讲习所，2002年升格为亳州师范高等专科学校，2016年在亳州师专的基础上成立亳州学院，成为本科层次的高等院校。

## 历史沿革
- 1909年，创办蒙城师资讲习所
- 1952年，建立蒙城师范学校
- 2002年，升格为亳州师范高等专科学校，成为专科层次的高等院校
- 2011年，学校在蒙城县办学一百零二年后，从蒙城县整体搬迁到亳州市谯城区。原校址划拨蒙城县第八中学使用。[2]
- 2016年5月，升格为亳州学院，成为本科层次的高等院校，结束了亳州市无本科院校的历史[3]

## 现状
2017年学院面向全国11个省市招生，招生专业33个，其中本科专业9个：学前教育、小学教育、文化产业管理、电子信息工程、汉语言文学、经济与金融、生物工程、制药工程、运动康复。

## 组织机构
学校现设有10个教学系部：
- 教育系
- 生物与化学工程系
- 中文与传媒系
- 经济与管理系
- 电子与信息工程系
- 体育系
- 外语系
- 美术系
- 音乐系
- 思政教研部

## 学生与教师
学校现有全日制在校专科生2400余人，成人大专生369人。学校现有在职教职工249人，专任教师171人，教师本科学历100%。硕士生5人，研究生课程班结业者27人；两人次获曾宪梓教师奖，一人享受省政府特殊津贴；现有副教授以上职称19人，高级讲师4人，讲师57人。

## 文化传统
- 学校坚持以人为本，以学生发展为本的办学思想，全面实施素质教育，形成了“培养综合素质，发展个性特长”的培养模式。
- 学校以“善学善教、育己育人、德高才博、献身教育”为校训。教风是“严谨、垂范、求真、拓新”，学风是“勤学、善思、励志、进取”。